# The Fatal Sign
The Fatal Sign er en amerikansk stumfilm fra 1920 af Stuart Paton.

## Medvirkende
- Claire Anderson som Genevieve
- Harry Carter som Indigo
- Leo D. Maloney som Jerry
- Boyd Irwin som Sydney
- Joseph W. Girard
- Frank Tokunaga
- Fontaine La Rue
- Jack Richardson